# Скрит
Скрит (болг. Скрът) — село в Благоєвградській області Болгарії. Входить до складу общини Петрич.

## Населення
За даними перепису населення 2011 року у селі проживала 961 особа.
Національний склад населення села:
| Національність   | Кількість осіб | Відсоток |
| ---------------- | -------------- | -------- |
| болгари          | 918            | 98,8%    |
| інша             | 5              | 0,5%     |
| не визначились   | 3              | 0,3%     |
| Всього відповіли | 929            |          |

Розподіл населення за віком у 2011 році:
Динаміка населення: